# Belostomatidae
Famille
Les Belostomatidae,  communément appelés Bélostomides, Belostomes ou punaises d'eau géantes,  sont une famille d'insectes hémiptères hétéroptères (punaises) aquatiques. On les trouve sur tous les continents sauf l'Antarctique.
Les Belostomatidae présentent également une particularité, constituant un exemple classique de soin paternel, pratiqués par la majorité des 125 espèces dulçaquicoles.

## Répartition et habitat
On les trouve dans le monde entier, à l'exception de l'Europe. La plupart des espèces vivent en Amérique du Nord, Amérique du Sud, en Afrique et en Asie, avec un genre présent en Australie.
On les rencontre typiquement dans les ruisseaux, les étangs et les mares.

## Description
Ces punaises aquatiques, de couleur générale brunâtre, et avec un corps aplati, ovale ou elliptique, ont des antennes très courtes, invisibles depuis le dessus. Elles n'ont pas d'ocelles entre les yeux. L'apex de l'abdomen présente un processus respiratoire court et rétractile. Les pattes postérieures sont modifiées en palettes natatoires (sauf chez Limnogeton), généralement aplaties et frangées de soies, et les pattes antérieures sont ravisseuses, avec le tibia opposable au fémur pour tenir les proies en pince. Les tarses comptent deux ou trois articles (parfois un seul pour les tarses antérieurs). La membrane de l'aile antérieure présente des veines réticulées,. 
La plupart des espèces sont relativement grosses à très grosses, mesurant 2 cm ou plus, certaines pouvant dépasser 11 cm (telles les Lethocerus), et atteignant presque les dimensions (longueur et masse) de certains des plus gros coléoptères dans le monde, d'où leur nom de « punaises d'eau géantes » dans plusieurs langues (giant water bugs en anglais). Ces géants sont les plus grands de tous les hémiptères.  

## Écologie
Ce sont des prédateurs féroces qui capturent et se nourrissent de crustacés aquatiques, de poissons et d'amphibiens. Un spécimen de Lethocerus deyrollei a même été observé se nourrissant d'une jeune tortue. Le genre africain Limnogeton se nourrit d'escargots aquatiques. 
Ces punaises injectent une salive digestive puissante avec leurs pièces buccales, et en aspirent le contenu liquéfié. Leur piqûre est considérée largement comme la plus douloureuse qui puisse être infligée par un insecte (l'index de Justin O. Schmidt de notation de la pénibilité des piqûres exclut les insectes autres que les Hyménoptères; une piqûre de bélostomatidé peut être bien plus douloureuse que n'importe quel exemplaire de cette liste de Schmidt)[réf. nécessaire]. Plus longtemps la punaise peut injecter sa salive, pire sera la lésion résultante, et alors que la salive liquéfie le tissu musculaire, elle peut causer de sérieux dommages permanents.
Capables de voler, les Belostomatidae sortent parfois de l'eau la nuit, et sont attirés vers la lumière.

### Reproduction

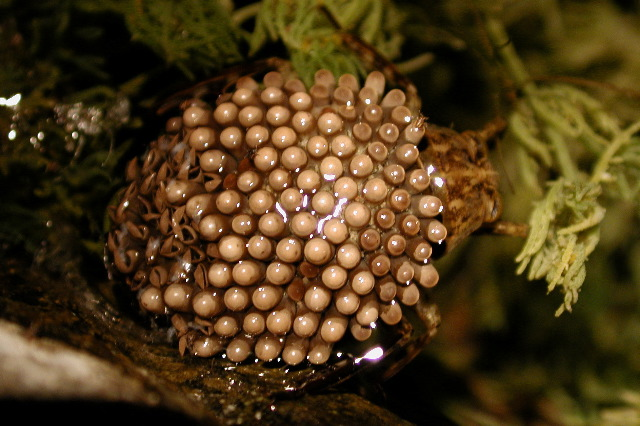
Mâle de Belostomatidae portant une ponte

Le mâle attire la femelle en effectuant des séries de mouvements périodiques près de la surface de l'eau, créant des ondulations. Après la copulation, la femelle procède à l'oviposition. Il s'ensuit une série d'épisodes de copulation et d'oviposition, la femelle pondant de 1 à 4 œufs à chaque fois. Le couple peut répéter les étapes une trentaine de fois, produisant parfois plus d'une centaine d'œufs. Ce manège pourrait contribuer à augmenter la confiance du mâle en la paternité, une condition potentiellement nécessaire aux soins parentaux masculins prodigués par certaines espèces, par exemple celles du genre Belostoma.
Les femelles de certaines espèces, comme celles du genre Lethocerus, pondent leurs œufs sur des pierres, des plantes ou du bois mort dans des milieux humides. D'autres pondent sur le dos du mâle avec lequel elles copulent. C'est le cas des espèces du genre Belostoma, chez lesquelles le mâle investit temps et énergie en portant les œufs jusqu'à leur éclosion. Il s'assure de leur oxygénation en les portant à la surface de façon périodique ou en créant un courant d'eau sur eux. Les œufs mettent environ trois semaines à éclore, mais cette durée varie en fonction de la température.

## Utilisation par l'humain

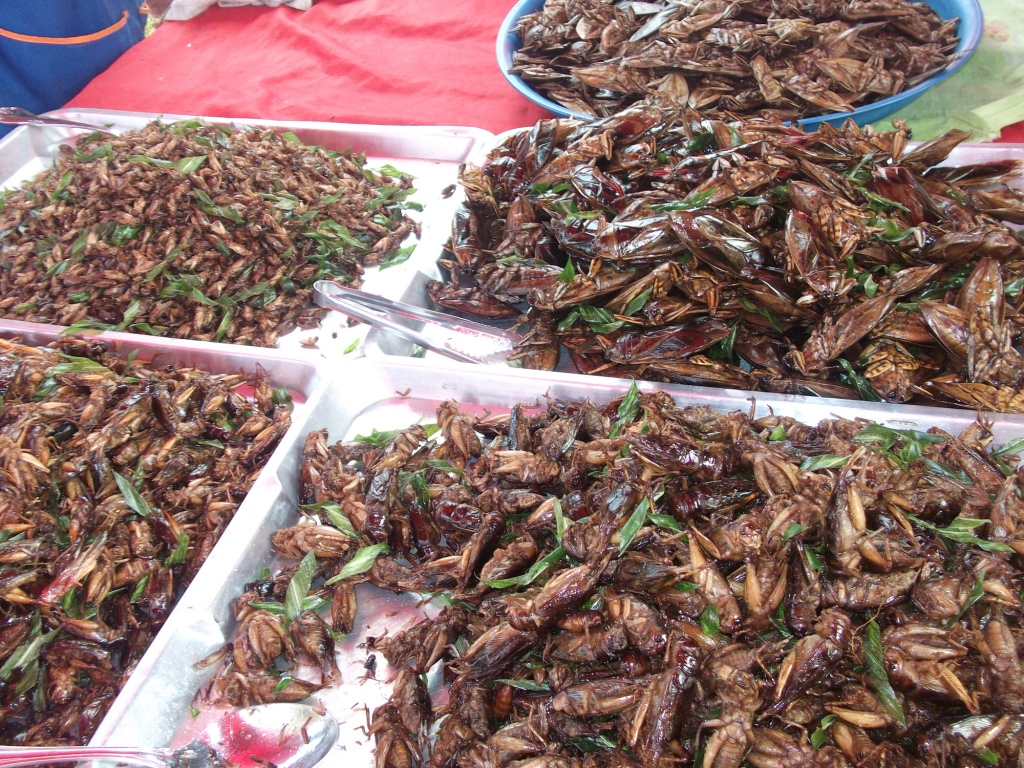
Préparation de Lethocerus indicus sur un marché, en Thaïlande

Dans certains pays d'Asie du Sud-Est (Thaïlande, Vietnam, etc.), les Belostomatidae sont un mets et on les trouve dans plusieurs marchés ruraux. Ils sont mangés soit grillés (Cà cuống), soit en condiment (sauce, pâte épicée, Nam phrik maeng da). Ils sont souvent récoltés dans ce but à l'aide de grands pièges flottants munis d'une lumière noire.

## Systématique
Les Belostomatidae appartiennent au groupe basal des Nepomorpha, les Nepoidea. En fait partie le plus ancien fossile connu de Nepomorpha, un exosquelette de †Triassonepa solensis, découvert dans une couche remontant au Trias supérieur (Norien, entre −228 et −208 millions d'années). Alors que chez les Belostomidae existants, les pattes antérieures ont le tibia opposable au fémur pour permettre de bien saisir et retenir leurs proies, chez Triassonepa, ce n'est pas encore le cas, et seul le tarse est opposable au tibia.
La famille, décrite par Leach en 1815, est scindée à partir de Lack et Menge (1961) en trois sous-familles, les Belostomatinae, les Horvathiniinae et les Lethocerinae. Dans une étude approfondie, Ribeiro et al. (2018) confirment la monophylie de ces sous-familles, tout en distinguant deux tribus au sein de la sous-famille des Belostomatinae, les Diplonychini et les Belostomatini, sur la base de critères morphologique et moléculaires, une distinction qui recoupe leur répartition, africaine, asiatique et australienne pour les premiers, américaine pour les seconds. Dans la même étude, ils signalent le caractère particulier des deux genres Hydrocyrius et Limnogeton, qu'ils retirent des Belostomatinae, et qu'à leur suite, Schuh et Weirauch (2020) inclueront dans les Horvathiniinae.
Le schéma de la phylogénie des Belostomatidae est le suivant, : 
- Nepoidea
  - Nepidae
  - Belostomatidae
    - Lethocerinae
      - †Cratonepa
      - †Iberonepa
      - 
        - Benacus
        - Kirkaldyia
        - Lethocerus

    - 
      - Horvathiniinae
        - 
          - Horvathinia
          - Hydrocyrius

        - Limnogeton

      - Belostomatinae
        - Belostomatini
          - 
            - Abedus
            - Weberiella

          - Belostoma

        - Diplonychini
          - Appasus
          - Diplonychus

Les Lethocerinae forment le groupe le plus ancien, encore proches des Nepidae, car ils pondent sur des végétaux émergents. Les Belostomatidae ont développé la stratégie de ponte sur le dos des mâles pour améliorer la protection des œufs. Les Horvathiniinae sont considérés comme intermédiaires, mais on connaît encore mal la biologie de leur reproduction.
La famille comprend au total 11 genres, et environ 125 espèces, après la mise en synonymie de presque toutes les espèces d'Horvathinia,. On recense également 17 genres fossiles, dont deux sont classés dans une sous-famille fossile séparée, les Stygeonepinae,.

### Liste des sous-familles et des genres existants
Selon BioLib (2 avril 2022), complété à partir de Schuh et Weirauch (2020) :
- sous-famille Belostomatinae Leach, 1815
  - genre Abedus Stål, 1862
  - genre Appasus Amyot & Serville, 1843
  - genre Belostoma Latreille, 1807
  - genre Diplonychus Laporte de Castelnau, 1833
  - genre Weberiella De Carlo, 1966
- sous-famille Horvathiniinae Lauck & Menke, 1961
  - genre Horvathinia Montandon, 1911
  - selon Schuh et Weirauch, deux autres genres doivent être déplacés des Belostomatinae vers les Horvathininae
    - genre Hydrocyrius Spinola, 1850
    - genre Limnogeton Mayr, 1853
- sous-famille Lethocerinae Lauck & Menke, 1961
  - genre Benacus Stål, 1861
  - genre Kirkaldyia Montandon, 1909
  - genre Lethocerus Mayr, 1853

### Fossiles, liste des genres
Selon BioLib (2 avril 2022) et Paleobiology Database :
- sous-famille Belostomatinae Leach, 1815
  - genre †Araripebelostomum Nel & Paicheler, 1992
  - genre Belostoma Latreille, 1807, une espèce éteinte
  - genre †Lethonectes Popov, Dolling & Whalley, 1994
  - genre †Mesonepa Handlirsch, 1906
  - genre †Neponymphes Zamboni, 2001
  - genre †Nettelstedtia Popov, Rust & Brauckmann, 2000
  - genre †Odrowazicoris Popov, 1996
  - genre †Propoissonia Nel & Paicheler, 1992
  - genre †Sinobelostoma Zhao & Hong, 1989
  - genre †Tarsabedus Popov, Dolling & Whalley, 1994
- sous-famille Lethocerinae Lauck & Menke, 1961
  - trois espèces éteintes de Lethocerus Mayr, 1853
- sous-famille †Stygeonepinae Popov, 1971
  - genre †Iberonepa Martínez-Delclòs & al., 1995
  - genre †Stygeonepa Popov, 1971
- genre †Aenictobelostoma Polhemus, 2000
- genre †Belostomates Schöberlin, 1888
- genre †Lethopterus Popov, 1989
- genre †Manocerus Zhang, 1989
- genre †Scarabaeides Germar, 1839
- genre †Triassonepa Criscione & Grimaldi, 2017

## Galerie

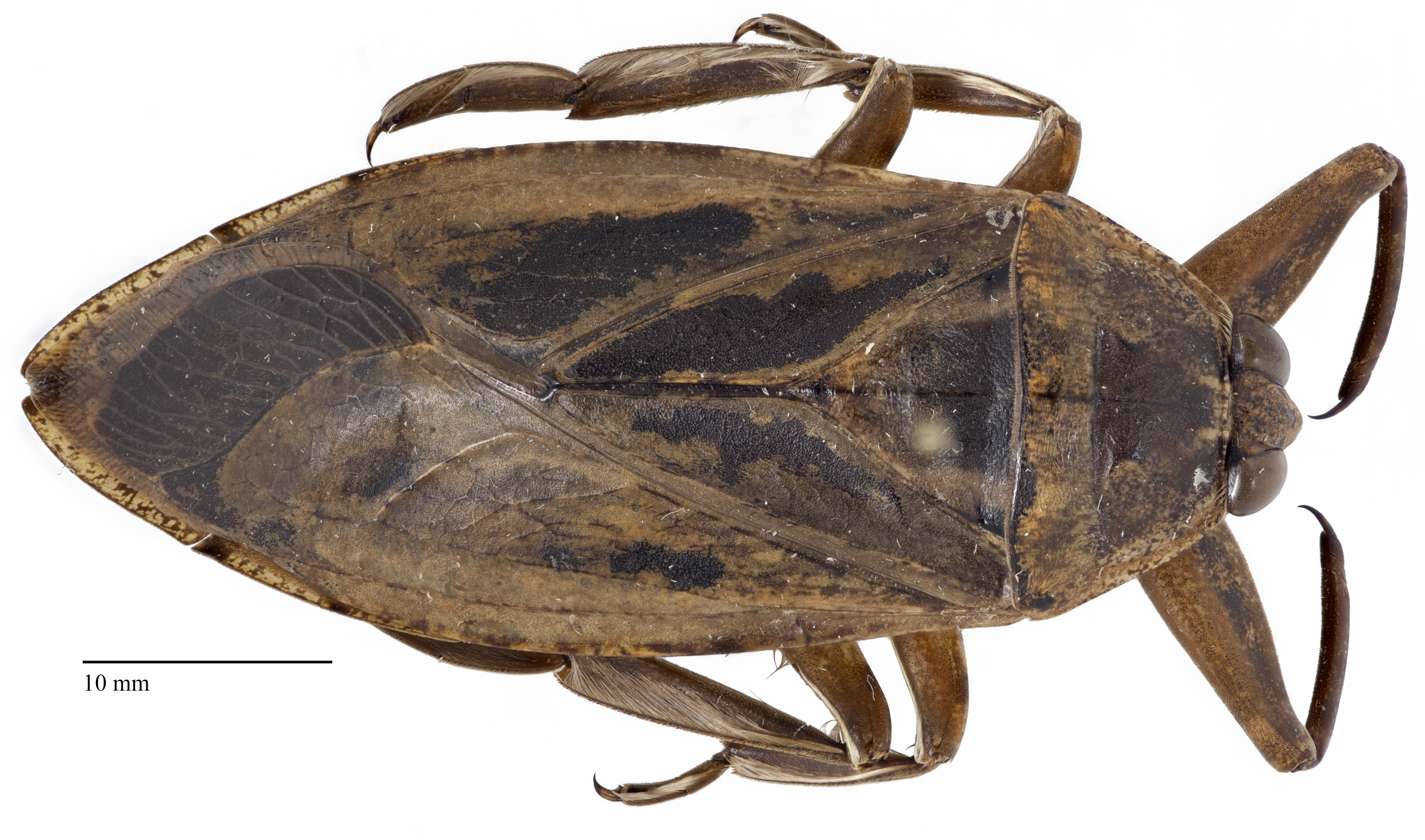
Belostomatidae, vue dorsale
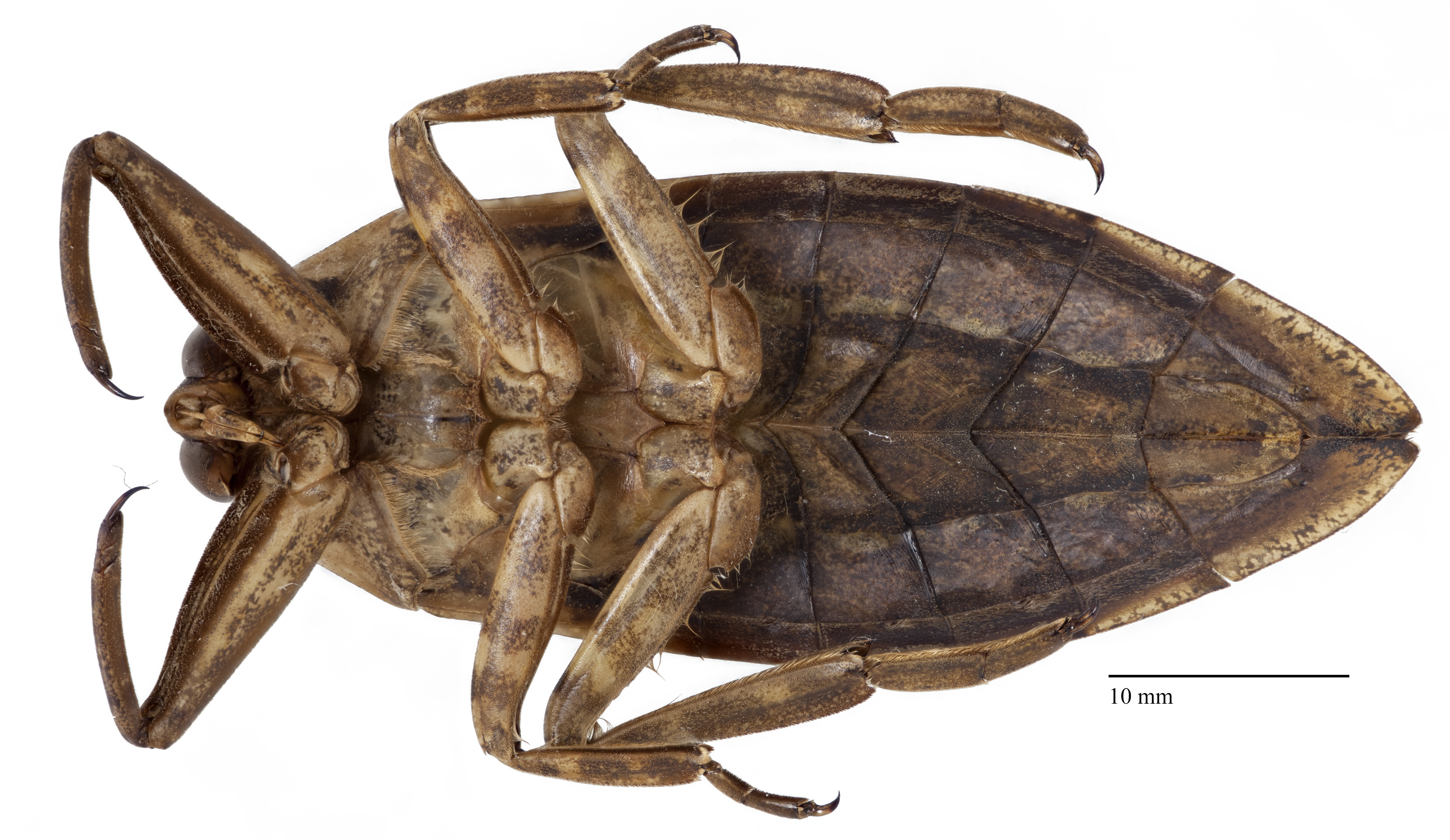
Belostomatidae, vue ventrale
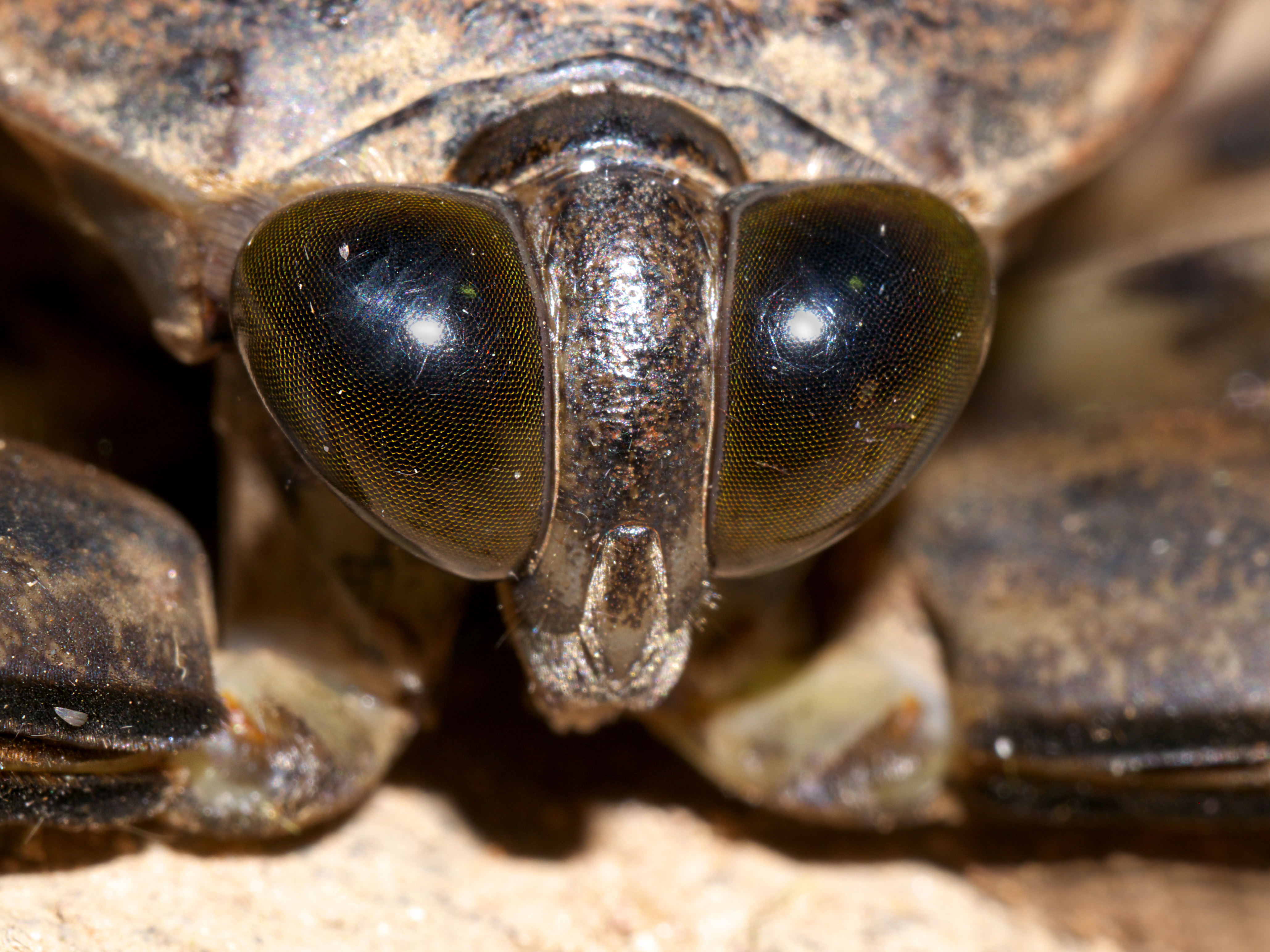
Belostomatidae, tête, Madagascar
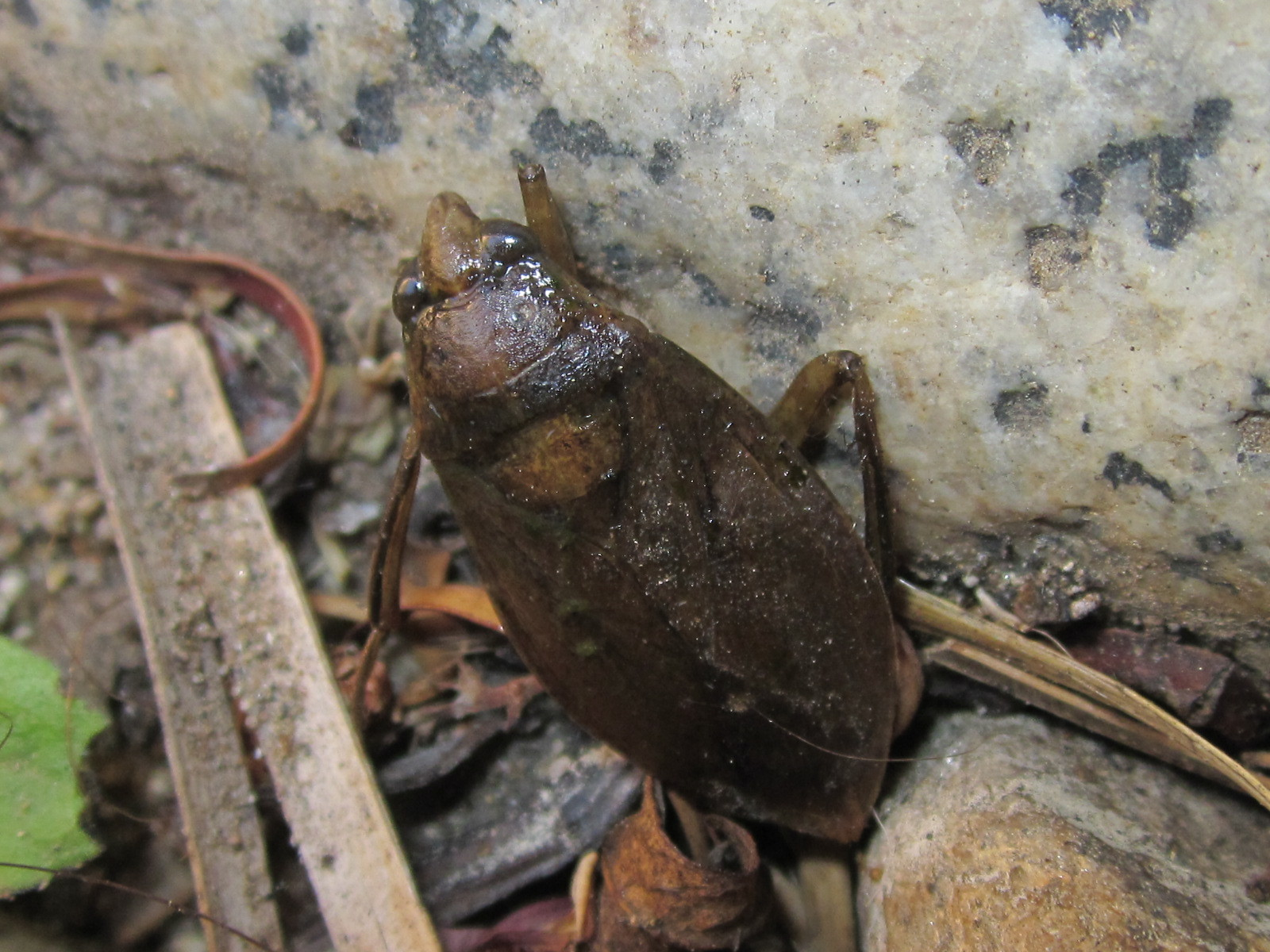
Belostomatinae: Belostoma bifoveolatum, Chili
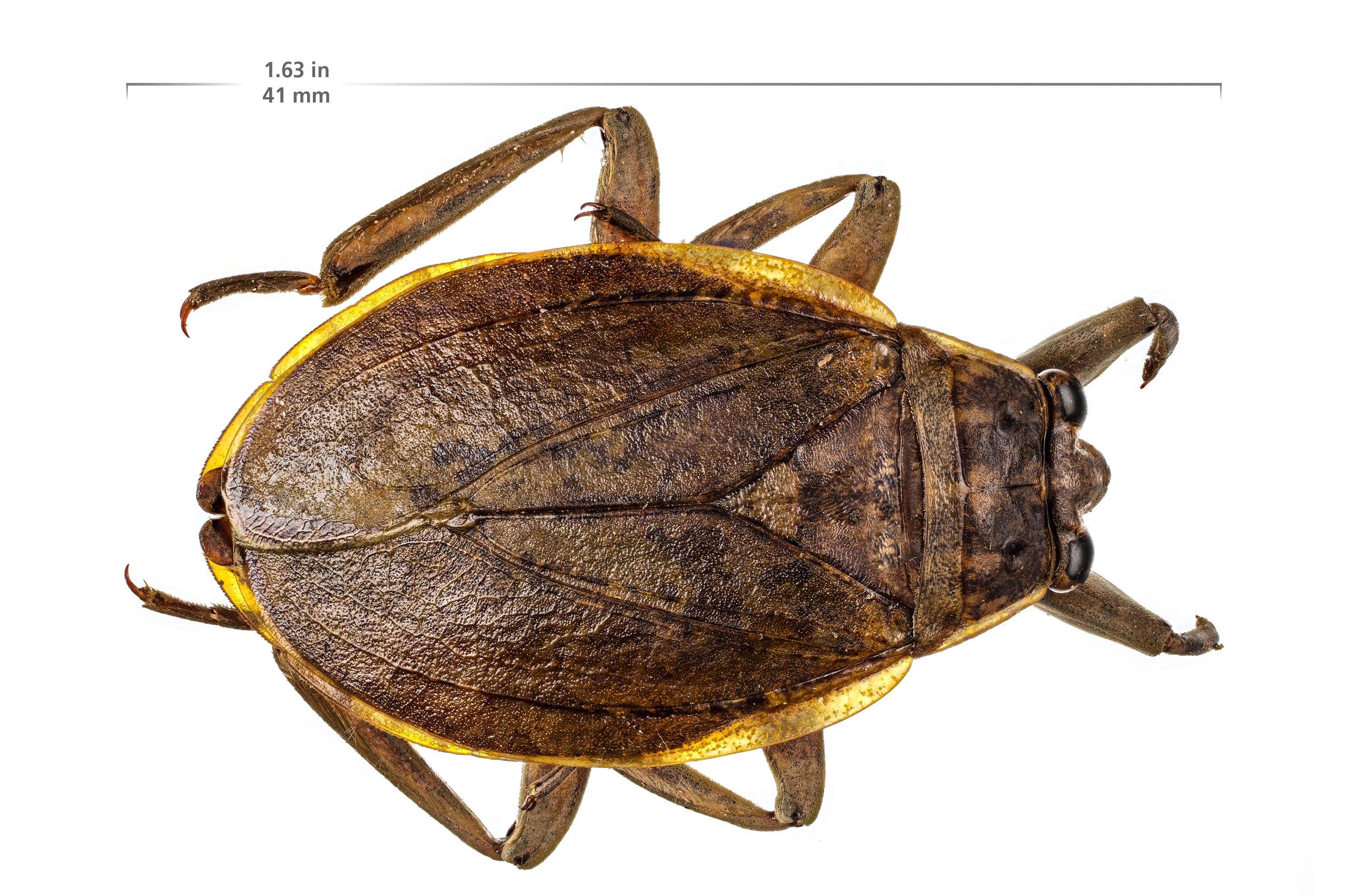
Belostomatinae: Abedus sp., Lake Mead, Colorado
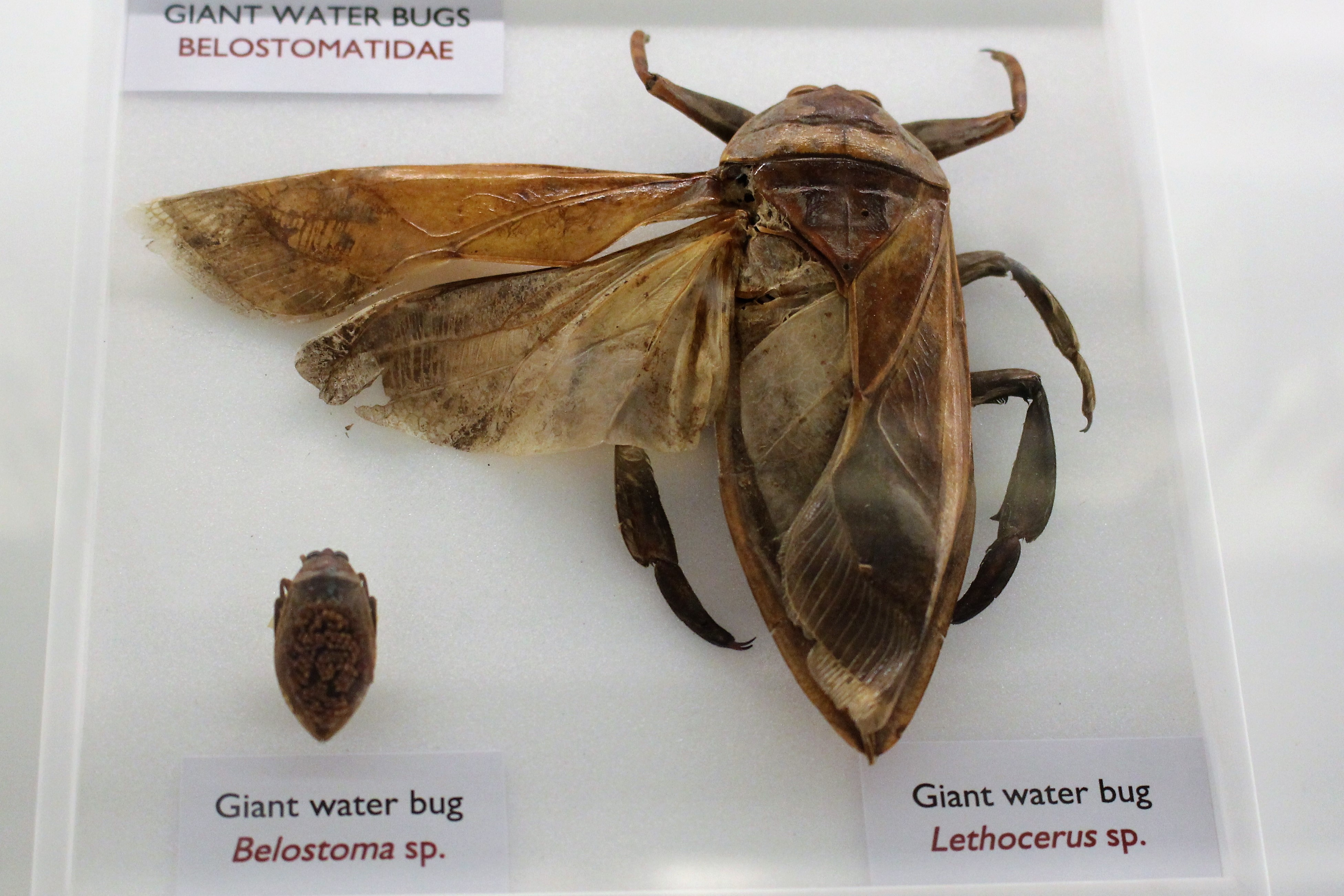
Lethocerinae: Lethocerus sp.
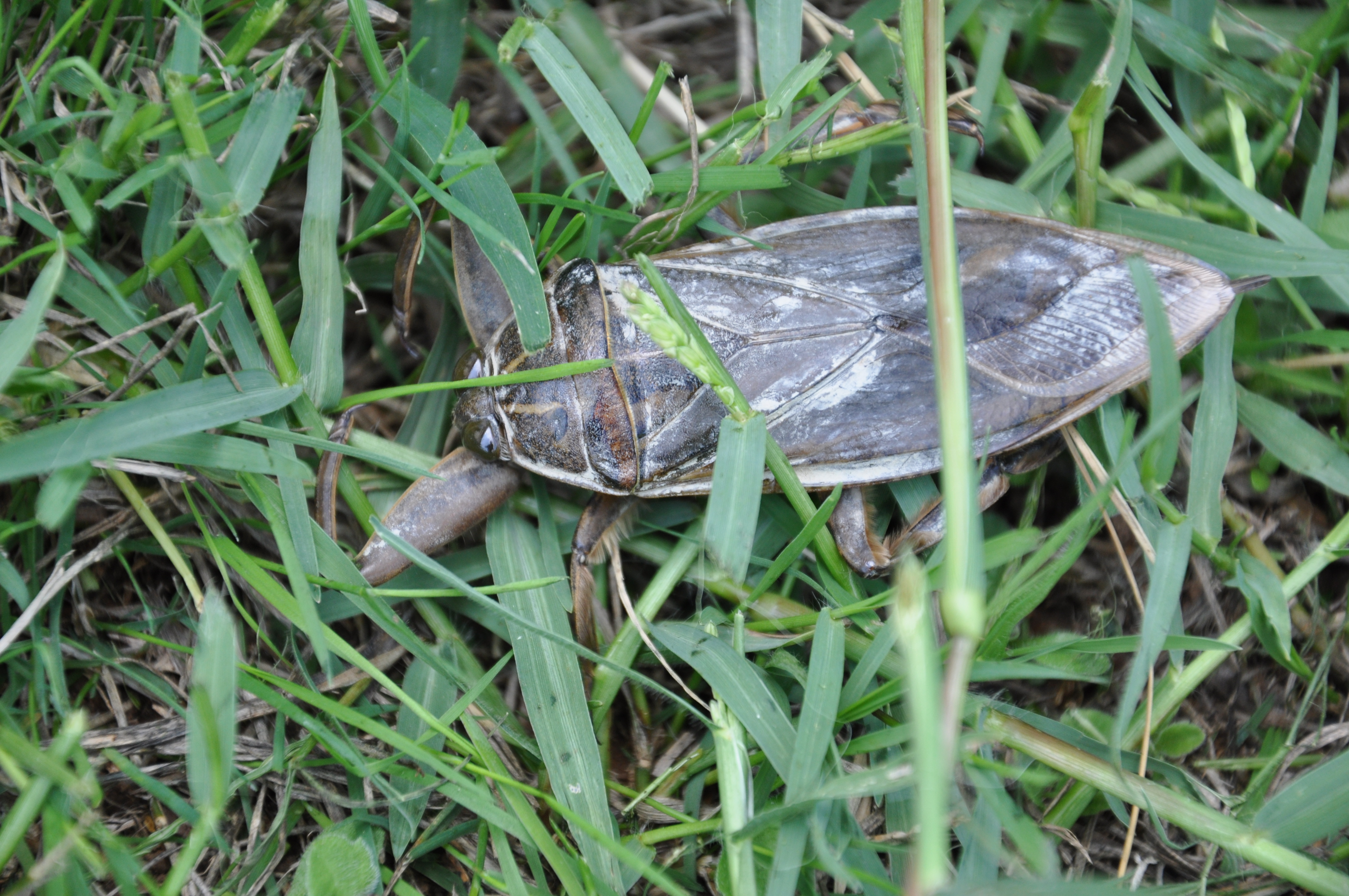
Lethocerinae : Lethocerus patruelis, Grèce
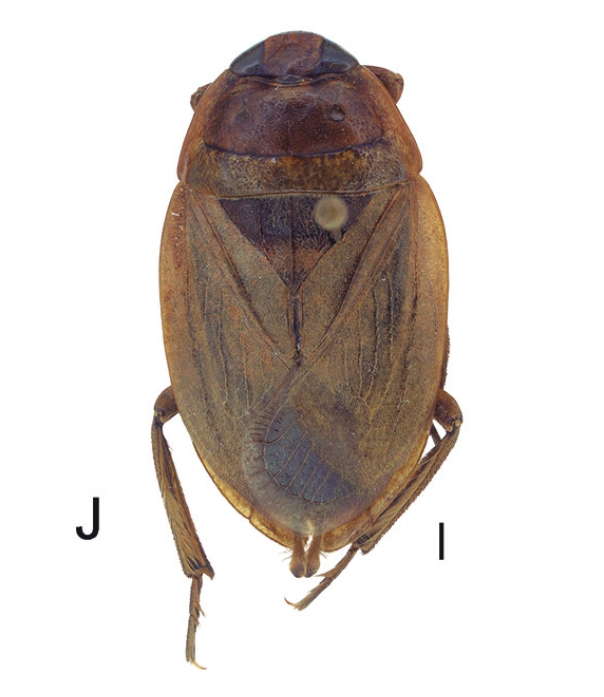
Horvathiniinae : Horvathinia pelocoroides, Brésil
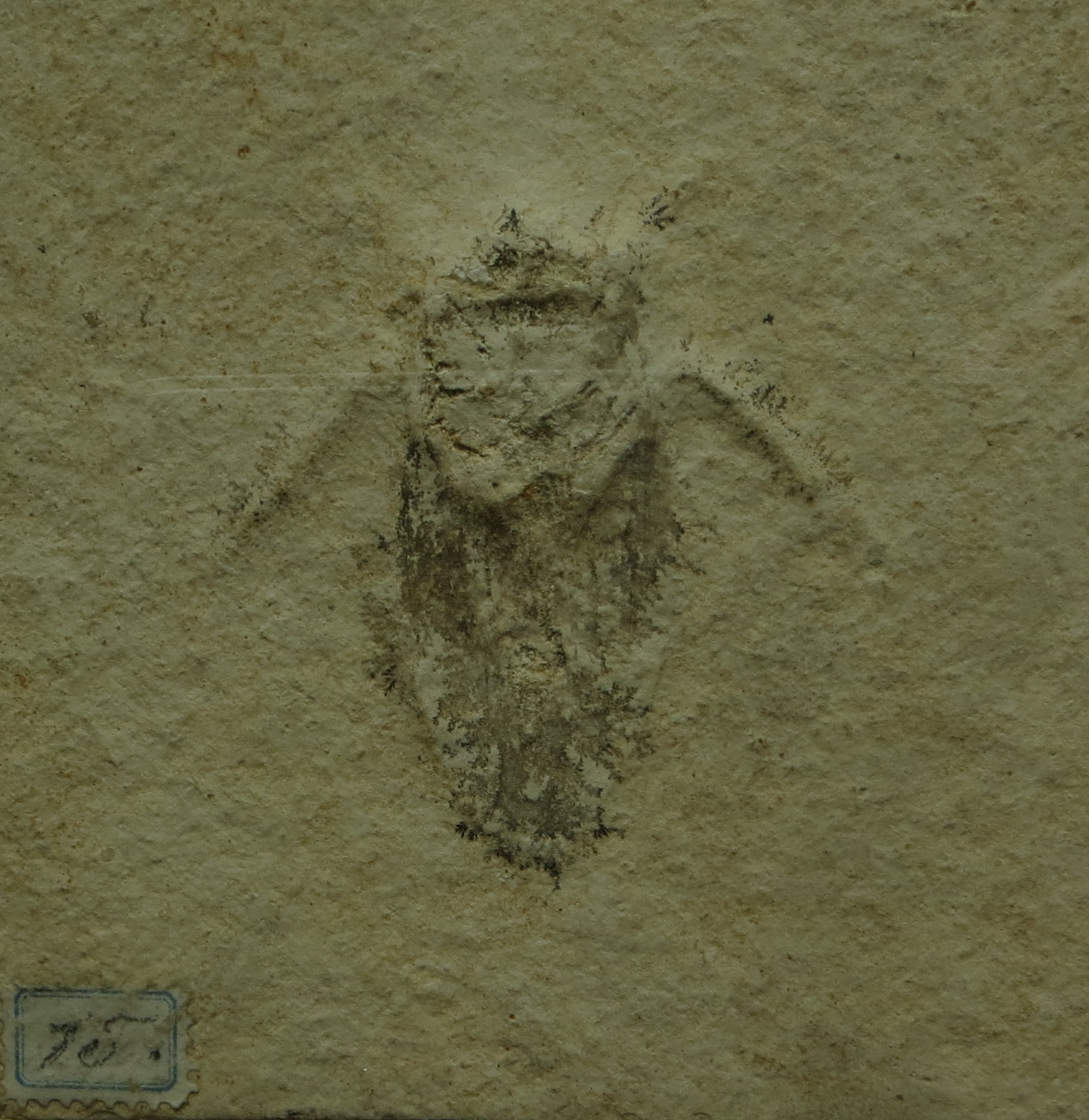
Scarabaeides deperditus, espèce fossile du Tithonien (Jurassique), env -150 millions d'années
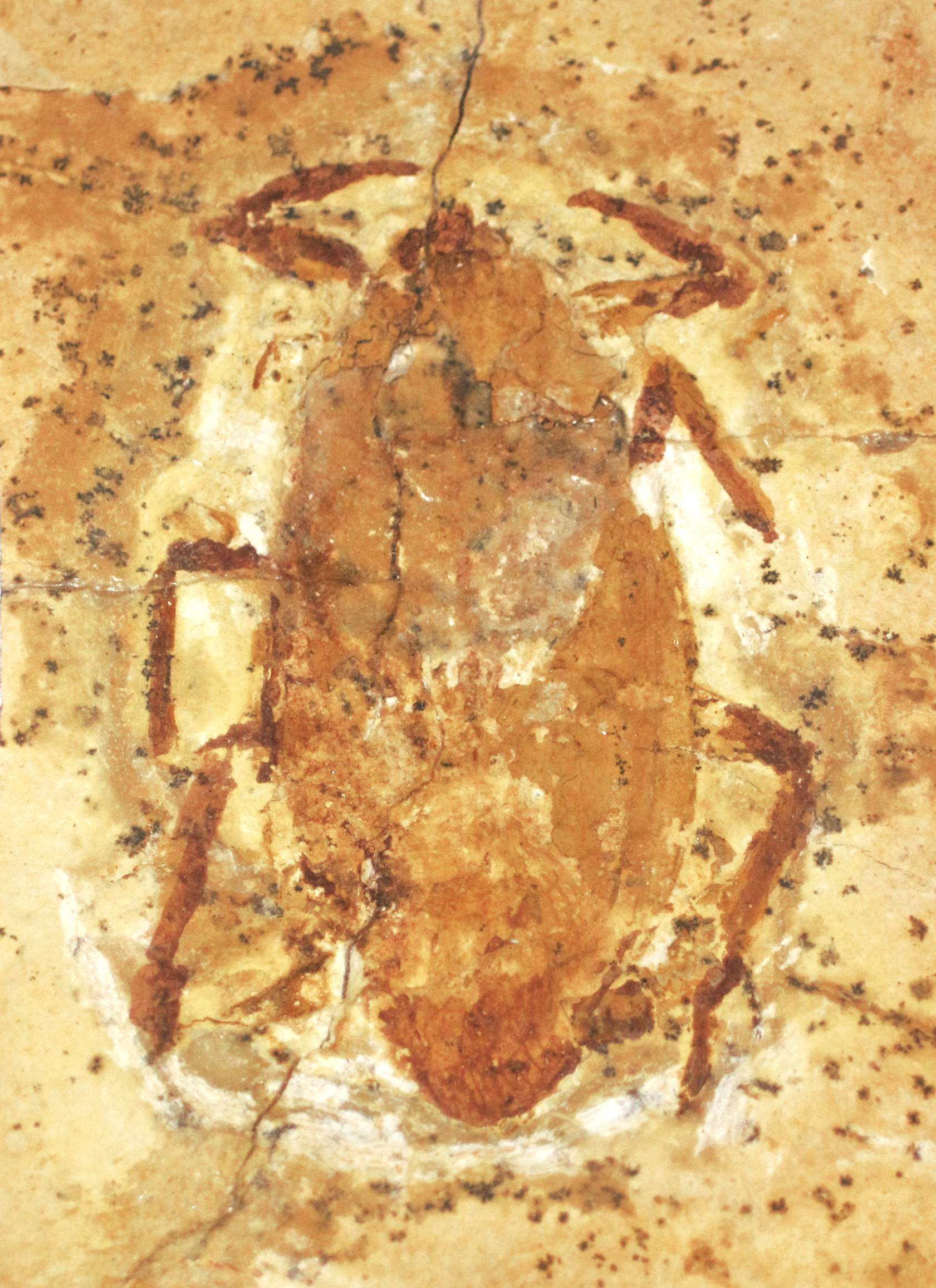
Belostomatidae, fossile, Aptien (-120 millions d'années), Brésil